# Grandeur et décadence d'un chapeau
Grandeur et décadence d'un chapeau è un cortometraggio muto del 1907. Il nome del regista non viene riportato nei credit.

## Trama
Un'elegante signora si reca con il marito in una modisteria dove ritira un bellissimo cappello nuovo. La coppia si accomoda poi al ristorante per pranzare, ma un cameriere inciampa, e la zuppa cade in testa alla signora. Furibonda, si alza e lascia il locale insieme al marito. A casa, il cappello viene gettato per terra, mentre le scoppia a piangere.
Una domestica vede il povero cappello abbandonato e lo prende per sé, mettendoselo quando va all'appuntamento con il fidanzato. I due innamorati sono presi dal loro flirt e non badano a un ciccione che viene a leggere il giornale sedendosi sul cappello posato accanto, sulla panchina. Oramai ridotto a un cencio, il cappello viene abbandonato anche dalla domestica e ora viene raccattato da un'ubriacona che lo prende per andare al pub. Quando esce, lo butta nel lago e il copricapo galleggia fino all'altra sponda, dove viene preso all'amo da un pescatore. Un ragazzino, fischiettando, si imbatte nel cappello ormai distrutto e comincia a prenderlo a calci lungo la strada.
Il cappello, in origine un oggetto di alta moda, finisce tristemente in un mucchio di rifiuti insieme a delle scatolette che attirano i cani randagi.

## Produzione
Il film fu prodotto dalla Pathé Frères.

## Distribuzione
Distribuito dalla Pathé Frères, il film - un cortometraggio di 120 metri - uscì nelle sale francesi nel 1907. La Pathé lo distribuì anche negli Stati Uniti, dove venne importato e presentato il 30 novembre 1907 con il titolo inglese Ups and Downs of a Hat